# Арктоциониды
Арктоциониды (лат., Arctocyonidae, от др.-греч. arktos и др.-греч. kyôn — «медведесобаки») — вымершее семейство неспециализированных, примитивных млекопитающих с более чем 20 родами. Животные из этого семейства были наиболее многочисленны в палеоцене, но существовали с позднего мела до раннего эоцена (66-50 миллионов лет назад). Как и с большинством других ранних млекопитающих, их родственные связи очень трудно определить. Ни одна палеоценовая окаменелость не была однозначно отнесена к какому-либо сегодняшнему отряду плацентарных млекопитающих, и многие роды похожи друг на друга: в большинстве случаев это массивные, не очень подвижные животные с длинными хвостами и развитыми жевательными зубами, живущие под сплошным пологом тёплых лесов с множеством ниш, опустевших после мел-палеогенового вымирания.
Изначально арктоционид определили как семейство креодонтов (ранних хищников), а затем включили в отряд кондиляртр (примитивные растительноядные, в дальнейшем признаны мусорным таксоном). Позже арктоционид считали предками отрядов мезохиний (Mesonychia) и китопарнокопытных (Cetartiodactyla), хотя некоторые морфологические исследования показали, что арктоциониды также являются мусорным таксоном для базальных копытных и на самом деле представляют полифилетическую группу. По состоянию на 2015 год крупнейшее на сегодняшний день кладистическое исследование палеоценовых млекопитающих подтверждает идею того, что арктоциониды не связаны родственными узами: Arctocyon и Loxolophus являются сестринскими таксонами для пантодонты + периптихиды, Goniacodon и Eoconodon — сестринскими для хищных + мезонихиды, большинство других родов связаны с креодонтами и Palaeoryctidae, а Protungulatum вообще не является плацентарным млекопитающим. Если этот филогенетический анализ верен, то любые «арктоционидные» характеристики являются результатом совпадения (отбор наблюдателем признаков, общих для многих ранних третичных млекопитающих) или конвергенции (схожий образ жизни).

## Характеристика
В черепах арктоционид находились большие клыки и относительно острые зубы, придававшие им сходство с черепами современных плотоядных. Тем не менее, крупные клыки появляются как орудия для демонстрации внутривидовой борьбы и самозащиты у многих родов, которые не являются хищными (бабуины, бегемоты, безрогие олени), и обобщенные зубы млекопитающих часто с острыми краями. Зубы арктоционид не были специализированы для разрезания мяса. Эти животные, вероятно, были всеядными и, безусловно, наиболее далёкими от вегетарианства среди кондиляртр. В зубах арктоционид обнаруживается большая индивидуальная изменчивость, и, поскольку многие представители этого семейства известны только по ископаемым зубам, таксономия родов крайне нестабильна.
У родов, включённых в эту группу, относительно короткие конечности, лишённые присущей копытным специализации (например, редуцированные боковые пальцы, сросшиеся кости и копыта), и длинные, тяжёлые хвосты. Из-за примитивной анатомии арктоциониды, вероятно, были плохими бегунами, но с их мощными пропорциями, когтями и длинными клыками некоторые роды, возможно, могли одолеть более мелких животных при внезапных нападениях.

## Эволюция
Роды, отнесённые к арктоционидам, были наиболее распространёнными европейскими млекопитающими в палеоцене. Архаичные арктоциониды, такие как Prolatidens, найдены в раннепалеоценовых слоях в Хайнине, Бельгия. Семейство было расширено, включив в себя многие другие роды, включая Arctocyon (известного как Claenodon в Северной Америке), Arctocyonides, Landenodon и Mentoclaenodon, найденных в позднепалеоценовых слоях Серне, Франция.
Почти полный скелет североамериканского Chriacus, который, согласно недавнему анализу, близок вместе с Palaeoryctidae к происхождению панголинов, найден в Вайоминге. Это маленькое животное, похожее на енота, обладало мощными мышцами конечностей и длинным, крепким и, возможно, цепким хвостом. Способный как балансировать на дереве, так и копать, он был приспособлен и к древесной, и к наземной жизни.

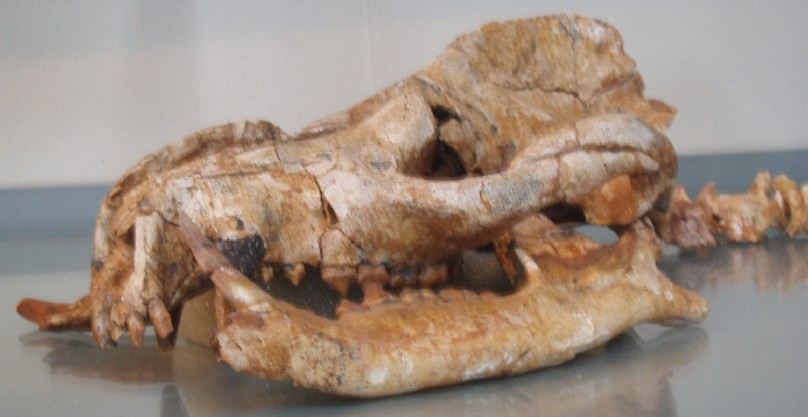
Череп Arctocyon primaevus

Более крупные животные, отнесённые к арктоционидам, проводили бо́льшую часть своего времени на лесной подстилке, но, вероятно, всё ещё могли лазить по деревьям. Вероятно, некоторые роды в какой-то степени заняли нишу крупных хищников в фауне палеоцена вместе с группами, которые сейчас считаются родственными, такими как Triisodontidae и мезонихиды (Mesonychidae) — два семейства, традиционно считавшиеся кондиляртрами, но теперь относимые к отряду «хищных копытных» мезонихий (Mesonychia), определённого как сестринская группа хищных.
К крупным арктоционидам относятся:
- Arctocyon, ранее считавшийся диагностическим по характеристикам семейства, но позже определённый как родственник периптихид и пантодонтов. Это крепко сложенное животное размером с медведя было копытным с короткими конечностями. У него имелись когти, длинный хвост, длинный череп, снабжённый большим сагиттальным гребнем, и большие клыки, особенно нижние. Коренные зубы с низкой коронкой, с закруглёнными каспами, как у современных медведей, и предполагается, что Arctocyon тоже были всеядными. Родственные Arctocyonides были меньше и стройнее[9].
- Mentoclaenodon был, судя по изученному скудному материалу, крупнее двух других крупных родов, и у него наблюдается тенденция к развитию длинных клыков, как у ранних больших кошек[9].